# Richard D. Rogers
Richard D. Rogers (geb. vor 1981) ist ein US-amerikanischer Tontechniker.

## Leben
Rogers begann seine Karriere 1981 mit dem Horrorfilm Tot & begraben als ADR Mixer und arbeitete in der Folge in verschiedenen Disziplinen der Tongestaltung. 1987 gewann er gemeinsam mit John Wilkinson, Charles Grenzbach und Simon Kaye den Oscar in der Kategorie Bester Ton für Platoon. Neben der Arbeit beim Film war Rogers häufig für das US-amerikanischen Fernsehen tätig, und war an zahlreichen Fernsehfilmen und Fernsehserien beteiligt. Für sein Wirken war er zwischen 1987 und 2008 insgesamt 16 Mal für den Primetime Emmy nominiert, wobei er die Trophäe drei Mal gewinnen konnte: 1990 für Vom Haß besessen, 1993 für Stalin sowie 2006 für Into the West – In den Westen.

## Filmografie (Auswahl)
- 1981: Tot & begraben (Dead & Buried)
- 1984: Missing in Action
- 1985: Die Ehre der Prizzis (Prizzi’s Honor)
- 1986: Platoon
- 1987: No Way Out – Es gibt kein Zurück (No Way Out)
- 1987: Wall Street
- 1989: Skin Deep – Männer haben’s auch nicht leicht (Skin Deep)
- 1991: Mein böser Freund Fred (Drop Dead Fred)
- 1991: Switch – Die Frau im Manne (Switch)
- 1992: Love Potion No. 9 – Der Duft der Liebe (Love Potion No. 9)
- 1993: Philadelphia Experiment II
- 1993: Return of the Living Dead III (Return of the Living Dead 3)
- 1994: Das Schweigen der Hammel (Il silenzio dei prosciutti)
- 1995: Chaos! Schwiegersohn Junior im Gerichtssaal (Jury Duty)
- 1995: Halloween VI – Der Fluch des Michael Myers (Halloween: The Curse of Michael Myers)
- 1996: Mr. Bombastic (A Thin Line Between Love and Hate)
- 1997: Money Talks – Geld stinkt nicht (Money Talks)
- 1998: Ronin
- 1999: Der Feind in meinem Haus (Secret Smile)
- 2000: Panic

## Auszeichnungen (Auswahl)
- 1987: Oscar in der Kategorie Bester Ton für Platoon